# Rosa Núria Aleixandre i Cerarols
Rosa Núria Aleixandre i Cerarols (l'Hospitalet de Llobregat, 1949) és una doctora en farmàcia i política catalana, senadora per Girona en la VIII i IX legislatures.

## Biografia
És llicenciada en Farmàcia, especialista en anàlisis clíniques, doctora en bioquímica i biologia molecular. Treballà com a professora associada a la Universitat de Girona (2001-2004) i és directora de Laboratori Clínic ICS-Girona (Institut Català de la Salut). Membre corresponent de la Reial Acadèmia de Farmàcia de Catalunya, ha realitzat treballs de direcció d'un Grup d'Investigació sobre el càncer de pàncrees i pròstata, conjuntament amb el Departament de Bioquímica i Biologia Molecular de la Universitat de Girona i l'Institut d'Investigacions Biomèdiques de Girona (2004-2008).
A les eleccions generals espanyoles de 2004 i 2008 fou escollida senadora per CiU per la circumscripció de Girona. L'abril de 2013 fou nomenada presidenta del Consell Social de la Universitat de Girona, càrrec que va ocupar fins al maig de 2022.